# Leucopogon cuneifolius
Leucopogon cuneifolius är en ljungväxtart som beskrevs av Stschegl. Leucopogon cuneifolius ingår i släktet Leucopogon och familjen ljungväxter. Inga underarter finns listade i Catalogue of Life.